# Phanis tanganjicae
Phanis tanganjicae là một loài bọ cánh cứng trong họ Cerambycidae.